# Marià Vayreda
Marià Vayreda Vila, né le 14 octobre 1853 à Olot (Catalogne) et mort le 6 février 1903 dans la même ville, est un écrivain catalan. Il utilisait le nom de Marian Vayreda.

## Biographie
Marià Vayreda nait en 1853 à Olot dans une famille bourgeoise. Il étudie dans l’École de Dessin d’Olot. À l’âge de 17 ans, après le décès de ses parents, il s’enrôle dans l’armée Carline. À la fin de la Troisième Guerre Carline en 1876, il s'exile à Sète (Languedoc) où son frère, le peintre Joaquim Vayreda, habite et travaille. Pendant deux ans, il étudie et travaille à Paris avec le peintre et sculpteur Jean-Léon Gérôme. 
En 1878, à l’âge de 25 ans, il s’installe définitivement à Olot où il crée, avec son frère Joaquim et son ami Josep Berga, un atelier de sculptures religieuses. C’est l’Art Chrétien, qui est toujours opérationnel. 
En 1883 il épouse Pilar Aulet. À cette époque-là il est déçu par son travail pictural et il commence à s’intéresser à la littérature. Avec d’autres artistes, il crée la revue « El Olotense » qui s’appelle « L’Olotí » depuis 1890. Dans les années suivantes ils organisent le Concours Littéraire d’Olot, qui aide à l’organisation de la culture catalane. En même temps, il aide son frère Joaquim à la création d’une fondation qui, quelques années plus tard, deviendra L’École d'Olot de Peinture. Il meurt en 1903 à Olot à l’âge de 49 ans, après une brève carrière comme écrivain. 
En 1966 la municipalité d’Olot a instauré le prix Marian Vayreda du roman.

## Œuvres
En 1891 il publie son premier conte, « El roure dels penjats » (Le chêne des pendus) dans la revue « La Voix de la Catalogne ». 
En 1898, il commence à écrire des narrations plus longues. Dans son recueil de spouvenirs « Records de la darrera carlinada » (1898) (Des souvenirs de la dernière guerre carliste) il raconte son expérience dans l’armée. 
En 1902, il publie le roman « Sang nova » (Nouvelle sang). En 1904, après son décès, on publie son deuxième roman « La punyalada » (Le coup de poignard). C’est un roman qui raconte la vie des paysans qui vivent troublés par les brigands et les voleurs.